# 四台沟街道
四台沟街道，是中华人民共和国山西省大同市云冈区下辖的一个乡镇级行政单位。2021年3月，撤销四台沟街道，整建制并入高山镇。

## 行政区划
四台沟街道下辖以下地区：
台东路社区、台北路社区和台南路社区。